# トリノ・ポルタ・スーザ駅

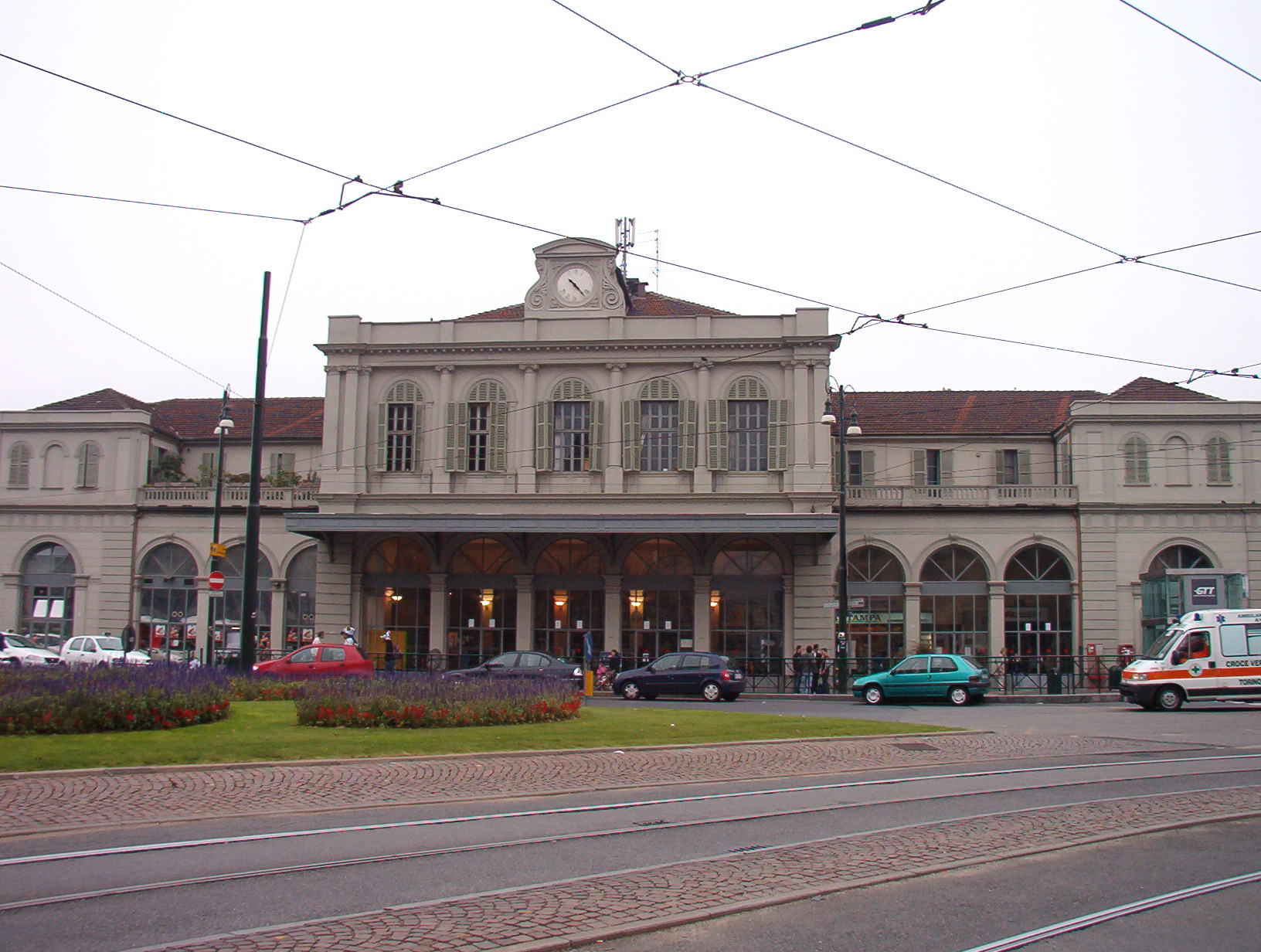
旧駅舎

トリノ・ポルタ・スーザ駅（Stazione di Torino Porta Susa） はイタリアのトリノにあるトリノ-ミラノ線の地下駅。
2008年のトリノ-ミラノ高速線の開業に伴い、新トリノ・ポルタ・スーザ駅が開業し、翌年は旧駅舎が廃止となり、全ての鉄道線が新しい駅舎に移動した。

## 乗り入れ路線
トリノ近郊鉄道
■ SFM1線
■ SFM2線
■ SFM4線
■ SFM6線
■ SFM7線
トレニタリアに運営されるレジョナーレ列車（快速列車)
トリノ地下鉄線
当駅からイタリアの高速新線に入る長距離列車
ミラノ・ポルタ・ガリバルディ駅（NTV .Italo 電車）
トリノ・ポルタ・ヌオーヴァ駅（Trenitalia Frecciarossa 列車）
ローマ・ティブルティーナ駅とローマ・オストィエーンセ駅 （NTV .Italo 電車）
ミラノ中央駅とローマ・テールミニ駅 （Trenitalia Frecciarossa 列車）
ナポリ中央駅とサレルノ駅（NTV. Italo 電車とTrenitalia Frecciarossa 列車）
パリ・リヨン駅（フランス国鉄　TGV）

## のりば
| ホーム | 路線            | 列車種別                     | 行先                                                                               |
| ------ | --------------- | ---------------------------- | ---------------------------------------------------------------------------------- |
| 1・2   | トリノ-ミラノ線 | TGV・Frecciarossa・InterCity | ミラノ中央・ミラノ・ガリバルディ・ボローニャ・フィレンツェ・ローマ・ナポリ中央方面 |
| 1・2   | トリノ-ミラノ線 | TGV・Frecciarossa・InterCity | トリノ・ポルタ・ヌオーヴァ方面                                                     |
| 3・4   | トリノ-ミラノ線 | NTV .Italo                   | ミラノ・ガリバルディ・ボローニャ・フィレンツェ・ローマ・ナポリ中央方面             |
| 3・4   | トリノ-ミラノ線 | NTV .Italo                   |                                                                                    |
| 5・6   | トリノ-ミラノ線 | トリノ近郊鉄道               | アスティ・キエリ・ピネローロ・ブラー・フォッサーノ方面                             |
| 5・6   | トリノ-ミラノ線 | トリノ近郊鉄道               | ポント・カナヴェーゼ・キヴァーッソ・トリノ・ストゥーラ方面                         |

## 乗換
- 地下鉄駅 (Porta Susa)
- トラム (10・13番線)
- バス停 GTT /空港シャトルバス Sadem
- タクシー乗り場